# Torbágyi Novák József Lajos
Torbágyi Novák József Lajos (Makó, 1884. január 9. – Zamárdi, 1965. február 10.) polgári iskolai rajztanár, festő, grafikus, éremművész.

## Élete
Szülei Novák József városi főorvos és Keresztesy Klotild. A budapesti Mintarajziskolában tanult. Székely Bertalan és Hegedűs László tanítványa volt.
1907-től a Műcsarnokban és a Nemzeti Szalonban állított ki. Murális munkája a nagyváradi Szent László templom belső díszítése. A magyar népművészet gyűjtője és ismertetője volt. Erre vonatkozó rajzai nagyobbrészt a Magyar Iparművészet és az Ethnographia lapjain jelentek meg. 
1909. november 15-én Szolnokon házasságot kötött Bogárdi Irénnel. Második felesége Mátis Ida, akivel 1944-ben Budapesten kötött házasságot.
Zamárdiban nyugszik. Fia Torbágyi Novák László (1913-?) élelmiszeripari minőségellenőr.

## Elismerései
- 1922 a Nemzeti Szalonban a rajztanárok kiállításán Fellner-díjat nyert

## Művei
- 1913 Adatok Bény község néprajzához. Néprajzi Értesítő
- 1926 Kapubálványfejek. Néprajzi Értesítő 18, 169-178
- 1928 Uralkodók és főemberek - Történelmi segédkönyv. Budapest
- Attila
- 1940 Az ősi szekérvár. Turán - Magyar néprokonsági szemle 23/1